# Carolina Villamonte
Carolina Villamonte (Montevideo) es una periodista, escritora y editora uruguaya. 

## Biografía
Estudió en el Colegio y Liceo Sagrada Familia, realizó una licenciatura en comunicación en la Universidad Católica de Uruguay y prosiguió sus estudios en el Tecnológico de Monterrey.
Trabaja como periodista redactora en la revista Sábado Show del diario El País. Desde 2005 trabaja en Búsqueda y desde 2019 es editora jefa en la Revista Galería. También dio clases en la Escuela de Periodismo de Búsqueda.
Escribió el libro Líneas quebradas, con Leo Barizzoni responsable de las imágenes.

## Libros
- 2021, Líneas quebradas
- 2022, Tradiciones del campo (varios)